# Doddenham
Doddenham est une paroisse civile et un hameau du Worcestershire, en Angleterre.